# ديل فان آتا
ديل فان آتا (بالإنجليزية: Dale Van Atta)‏ (1952، بينساكولا في الولايات المتحدة)؛ صحفي وروائي أمريكي.